# Emmabank (Schiedam)
De Emmabank is een gedenkbank ter nagedachtenis aan koningin Emma in het Julianapark te Schiedam. De bank werd in 1935 onthuld en is een ontwerp van Constant Emil Alexander, ingenieur bij de afdeling Gemeentewerken van de gemeente Schiedam.

## Geschiedenis
Het initiatief tot het plaatsen van de Emma-bank was van de Schiedamse burgemeester Hendrikus Stulemeijer, die al kort na het overlijden van de vorstin besloot dat er een monument te harer nagedachtenis moest worden opgericht. Tot verwezenlijking van dit initiatief werd op 30 april 1934, de verjaardag van prinses Juliana, en één maand na het overlijden van Emma, in het Schiedamse Passage Theater de Stichting Koningin Emmabank opgericht, waarvan Stulemeijer zelf de voorzitter werd. 
De stichting besloot onmiddellijk tot het uitschrijven van een prijsvraag. De stichting ontving zeventien inzendingen. Uit die inzendingen werd het ontwerp van Alexander gekozen. De firma Heijnsbroek en Leenderts uit Schiedam werd belast met de uitvoering van het ontwerp. Tot het bijeenbrengen van de benodigde middelen organiseerde de stichting in september 1934 een grote inzamelingsoptocht in de stad. Deze optocht werd opgeluisterd door muziekkorpsen, praalwagens en dames met vlaggen. Tijdens de optocht werd een inzameling gehouden, die - tot gène van het stichtingsbestuur - slechts 28 gulden opbracht. Uiteindelijk slaagde men erin om de benodigde gelden te verkrijgen bij het Schiedamse bedrijfsleven.
Op 30 april 1935 werd de bank officieel onthuld. Tijdens de plechtigheden speelde een muziekkorps het Wilhelmus terwijl ook het speciale Emmabanklied Hou en Trou werd gespeeld. Een speciale oorkonde werd in het monument ingemetseld. Het opschrift op de lage muur naast de bank luidt: Hulde aan de nagedachtenis van de Moeder van Haar Volk , Geschenk van de burgerij van Schiedam.